# Cyclorana longipes
Cyclorana longipes és una espècie de granota endèmica d'Austràlia.